# Twin Peaks, Kalifornien
Twin Peaks är två höjder med en höjd på 281 meter som ligger i San Francisco, Kalifornien. De är de näst högsta punkterna i San Francisco, efter Mount Davidson.
De två topparna går från nord till syd och avdelas av "Twin Peaks Boulevard", den enda vägen som leder till toppen. Twin Peaks utgör en framträdande avskiljare för den kustliga sommardimma som trycks in från Stilla havet. På grund av de här unika geografiska förhållandena får de västsluttande delarna generellt betydande dimma och starka vindar, medan de östsluttande delarna vanligtvis får mer sol och värme. Höjden på topparna går från 180 meter till över 270 meter. Tunn, sandig mark är den vanligaste marktypen, vilket gör dem mer mottagliga för erosion.
Även det närliggande området har namngivits efter bergen.